# 7274 Washioyama
7274 Washioyama è un asteroide della fascia principale. Scoperto nel 1982, presenta un'orbita caratterizzata da un semiasse maggiore pari a 2,3256491 UA e da un'eccentricità di 0,1418385, inclinata di 10,75761° rispetto all'eclittica.